# 川青毛茛
川青毛茛（学名：Ranunculus chuanchingensis）为毛茛科毛茛属下的一个种。

## 扩展阅读
- 維基物種上的相關：川青毛茛